# Wilhelm Tell Me
Wilhelm Tell Me ist eine deutsche Band, die 2010 in Hamburg gegründet wurde. Die Gruppe besteht aus dem Leadsänger und Gitarristen Henning Sommer sowie dem Bassisten Matthias Kranz und dem Schlagzeuger Paul Kaiser.

## Geschichte

### 2010–2012: Gründung undExcuse My French
Henning Sommer (Gesang, Gitarre) startete Anfang 2010 eine Suchanfrage in einem Musiker-Internetportal, worauf sich neben vielen anderen Bewerbern Matthias Kranz (Bass) und Jan Ostendorf (Schlagzeug) meldeten. Einige Proben später machte Frederik Deluweit (Gitarre) das Trio zu einem Quartett. Im Oktober 2010 erschien die erste Single Oh My God als 7'-Vinyl und zum Download auf dem eigens gegründeten Label „Less Apocalypse Records“. Das Video zu Oh My God feierte auf MySpace Premiere. Im Februar 2011 erschien das als freier Download erhältliche Lied Ghost samt Musikvideo, welches auch später als B-Seite auf der Singleauskopplung von Favorite Sound veröffentlicht wurde.
Die Band nahm im Sommer 2011 am Wettbewerb „Mutti wir spielen Melt!“ der Zeitschrift Intro teil und gewann einen Auftritt beim  Melt! Festival.
Im November 2011 folgten das Debütalbum Excuse My French sowie die zwei weiteren Veröffentlichungen So Into You und Favorite Sound, welche über Südpol Records und Rough Trade Distribution vertrieben werden. 2013 erschien die Promosingle Julie. Remixe der Singles wurden von I Heart Sharks, Saint Pauli, Coaster Boys, The Pilot, The Coconut Wireless, A Great Paulukka, Cassara, Krink oder Christian Strobe produziert. Wilhelm Tell Me remixten im Gegenzug Summer von I Heart Sharks. Eine Wilhelm Tell Me-Tour führte von November 2012 bis Februar 2014 durch ganz Deutschland. Es folgten Auftritte in Tschechien, beim Hamburger Christopher Street Day, dem Reeperbahn Festival, neoParadise und Omas Teich Festival. Im August 2012 spielten Wilhelm Tell Me auf der Expo 2012 in Yeosu in Südkorea.

### 2013–2014: Weitere Singles und Umbesetzungen
2013 veröffentlichten Wilhelm Tell Me die Singles Kite und Fools, sowie Get Up, eine Zusammenarbeit mit der Sängerin Birte. Im März 2013 verließ Jan Ostendorf die Gruppe und wurde von Paul Kaiser als festes Mitglied ersetzt. 2014 beendete auch Frederik Deluweit das Projekt. Auf Tour wurde das Trio von Heiko Fischer unterstützt.

### Seit 2014:A Short Story for the Road
Im September erschien das Album A Short Story For The Road. Begleitet wurde die Veröffentlichung von ihrer zweiten Tour, der A Short Story For The Road-Tour, die am 30. August 2014 beim „Dome Of Visions“ in Kopenhagen startete und am 26. Oktober 2014 im Lagerhaus in Bremen endete.

## Stil
Der musikalische Stil der Gruppe kann am besten dem Indie-Pop, New Wave oder dem Synthiepop zugeordnet werden, welche das Debüt-Album Excuse My French dominieren. Weiter enthaltene Elemente sind Elektronik, Akustik-Balladen wie Aviary oder die klassische Ballade Eve, begleitet nur von einem Piano. Für das zweite Studioalbum experimentierte die Gruppe mit Elementen aus Pop-Rock und Alternative Rock. Für die Platte A Short Story For The Road nahm man wieder den ursprünglichen Indie/Synth Pop, New Wave und Akustik-Stil an. Die Gruppe selbst bezeichnet ihren Musikstil als „Post-Indie“.

## Diskografie

### Alben
- A Short Story for the Road (EP, 2014)
- Excuse My French (2011)

### Singles und EPs
- Let Me Take You Away (2014)
- Fools (2013)
- Kite (2013)
- Favourite Sound (2012)
- So into You (2011)
- Oh My God (2010)

### Promo-Singles
- Get Up (featuring Birte, 2013)
- Julie (2012)

## Tourneen
- A Short Story for the Road (2014)
- Wilhelm Tell Me (2012–14)

## Musikvideos
- Crashing Planes (2015)
- Fools (2013)
- Kite (2013)
- Lost (2012)
- Favourite Sound (2012)
- So into You (2011)
- Ghost (2011)
- Oh My God (2010)